# Victor Bosoni
Victor Bosoni, né le 27 septembre 2001 à Dijon, est un coureur d'ultracyclisme français.

## Biographie
En 2019, alors en catégorie Junior, il remporte une étape du Tour Causse-Aigoual-Cévennes et termine 3ᵉ au classement général. Il intègre ensuite l'équipe de Nationale 1 du SCO Dijon-Team Materiel-velo.com, puis le CC Étupes en 2022.
Malgré des performances prometteuses, il rencontre des difficultés physiques persistantes. Des examens médicaux révèlent un taux de testostérone très bas, dû à un problème génétique, l'empêchant de progresser physiquement. Refusant de poursuivre sa carrière sous traitement hormonal, il décide d'arrêter la compétition sur route en 2022.
Après sa décision d'arrêter la compétition traditionnelle, il se tourne vers l'ultracyclisme. En 2023, Victor Bosoni participe à la NorthCape4000, une course d'ultra-cyclisme de 4 400 km reliant Turin au Cap Nord. Il franchit la ligne d'arrivée en première position après 11 jours d'effort. Cependant, il est disqualifié pour être arrivé avant la barrière horaire minimale imposée par l'organisation.
En 2024, il prend part à la Transcontinental Race No.10, une épreuve de 4 000 km entre Roubaix et Istanbul. Malgré une mésaventure où il perd son passeport, l'obligeant à un aller-retour de 550 km, il termine à la 24ᵉ place et reçoit le Prix de la Résilience décerné par les organisateurs.
La même année, DotWatcher.cc lui attribue le Prix de la Persévérance pour sa détermination exemplaire tout au long de la saison.
En 2025, il prend part à la Desertus Bikus qui part d'Hasparren pour rejoindre le sud de l'Espagne et la ville d'Almuñécar, soit une distance de 1474km. Il remporte la course après 2 jours 14h et 40 min de course. Deux semaines plus tard, il participe à une course de gravel the Traka 560k. Il remporte une nouvelle fois la course après un peu plus de 24h de course.
En août, il s'impose lors de la Transcontinental Race, entre Saint-Jacques-de-Compostelle en Espagne et Constanța en Roumanie, en 10 jours 16 heures et 38 minutes. Il devient à cette occasion le premier français et le plus jeune coureur à remporter cette compétition.

## Palmarès

### Palmarès sur route
- 2019
  - 1re étape du Tour Causses Aigoual Cévennes
  - 2e de la Classic Jean-Patrick Dubuisson juniors
  - 3e du Tour Causses Aigoual Cévennes

### Palmarès en ultracyclisme
- 2023
  - 2e de The Traka 100k
- 2024
  - Nature is Bike - La Légende300
  - 15e de The Traka 360k
  - 24e de la Transcontinental Race
- 2025
  - Transcontinental Race
  - Desertus Bikus
  - The Traka 560k